# Tristano Casanova
Tristano Alessandro Casanova (* 13. Oktober 1983 in München) ist ein deutscher Schauspieler und Synchronsprecher.

## Leben
Tristano Casanova wurde als Sohn italienisch-amerikanischer Eltern in München geboren. Er wirkte in einigen Werbespots mit. Ab Mitte der 1990er Jahre war er regelmäßig in deutschsprachigen Film- und Fernsehproduktionen zu sehen. Casanova übernahm hierbei mehrere durchgehende Serienrollen, wiederkehrende Episodenrollen und auch Gastrollen. Er spielte unter anderem in den Serien Der Bulle von Tölz, Für alle Fälle Stefanie, Klinikum Berlin Mitte – Leben in Bereitschaft, St. Angela und Edel & Starck. 2004 spielte er den homophoben Jugendlichen Georg in dem Coming-out-Drama Sommersturm. 2005 übernahm er die Rolle des Handwerksgesellen Mario Leitgeb in der Folge Tod auf der Walz aus der Fernsehreihe Tatort.
1998 sprach er die Rolle des Rudolph in der deutschen Synchronfassung des Zeichentrickfilms Rudolph mit der roten Nase. Als Synchronsprecher übernahm er außerdem Rollen in Toy Story, Spider-Man, Die kleinen Strolche und in der Zeichentrickserie Drei Freunde ...und Jerry. Er synchronisierte unter anderem Kathleen Barr, Zohren Weiss, Jesse Head und Ian Somerhalder.
Nach einer Gastrolle in Die Rosenheim-Cops im Jahr 2008 ist Casanova nicht mehr als Schauspieler in Erscheinung getreten.

## Filmografie (Auswahl)

### Filme
- 1993: Himmel und Hölle
- 1994: 110 Unterwegs im Streifenwagen
- 1996: Ausflug in Den Schnee
- 1996: Emmeran
- 2000: Der Runner
- 2000: Die Nacht der Engel
- 2000: Vater wider Willen
- 2002: Verlorenes Land
- 2003: Die Stimmen
- 2003: Skifahren unter Wasser
- 2004: Sommersturm
- 2004: Stärker als der Tod
- 2005: Gefühlte Temperatur
- 2006: Liebe, Babys und ein großes Herz

### Serien
- 1995: Aus heiterem Himmel
- 1998–2000: Bei aller Liebe
- 1999: Wie würden Sie entscheiden?
- 2001: Edel & Starck
- 2001: St. Angela
- 2001: Zwei Brüder
- 2001: Jenny & Co.
- 2002: Alarm für Cobra 11 – Die Autobahnpolizei
- 2002: Alphateam – Die Lebensretter im OP
- 2002: Der Bulle von Tölz: Zirkusluft
- 2002: Nikola
- 2002: Der letzte Zeuge
- 2003: Die Rosenheim-Cops – Petri Heil
- 2003: Für alle Fälle Stefanie
- 2003: SOKO Köln
- 2005: SOKO 5113
- 2005: Tatort – Tod auf der Walz
- 2006: Aktenzeichen XY … ungelöst
- 2008: Die Rosenheim-Cops – Tonis letzter Ton

## Synchronrollen (Auswahl)
Quelle: Deutsche Synchronkartei
- 1996: Goldschmuggel nach Virginia – Dickie Jones als Cobby (2. Synchro für TV, 1996)
- 1996: 101 Dalmatiner – Zohren Weiss als Herbert
- 1998: Rudolph mit der roten Nase – Kathleen Barr als Rudolph
- 1999: Law & Order: Special Victims Unit – Ian Somerhalder als Charlie Baker
- 2002: City of God – Jonathan Haagensen als Cabeleira – Shaggy
- 2004: Shaman King – Yōko Soumi als Lyserg Diethel

## Theater
- 1997: Madame Pompadour – Solorolle – Staatstheater Gärtnerplatz, München